# Филадельфион

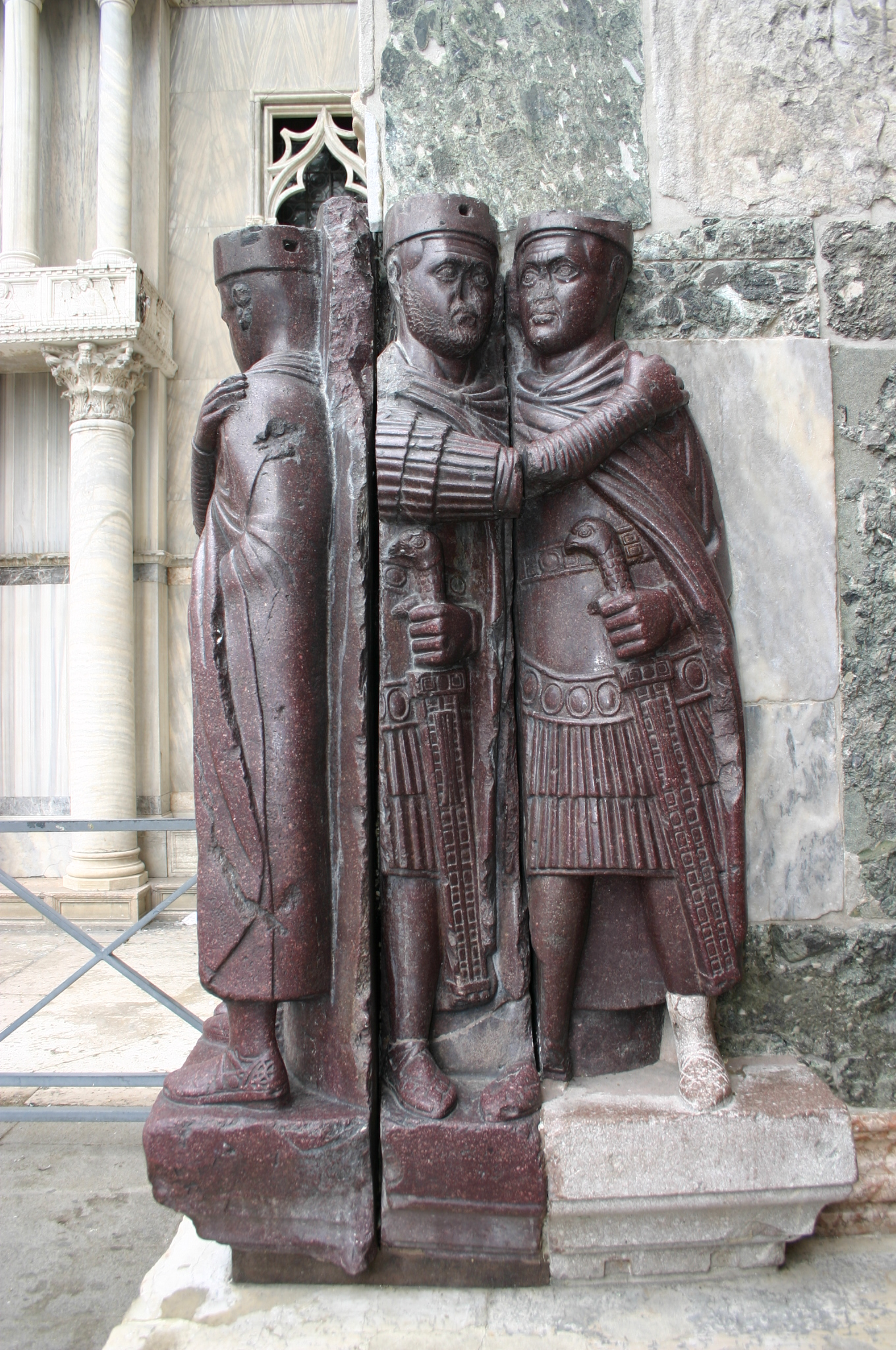
Скульптура «Четыре тетрарха», некогда украшавшая площадь, ныне хранится в соборе Святого Марка в Венеции.

Филадельфион (Филадельфейон, Филадельфий; греч. Φιλαδέλφιον) — одна из важнейших городских площадей Константинополя византийской эпохи (ныне Стамбул). Через неё ежегодно проходили императорские церемониальные процессии. Здесь находился Капитолий, в своё время служивший высшим учебным заведением, а фасад одного из зданий украшала знаменитая скульптура «Четыре тетрарха».

## История и описание
Площадь (не форум) Филадельфион находилась на главной улице города Месе, и, как утверждают, именно здесь дорога расходилась в две стороны — главная магистраль шла на запад, к Золотым воротам; другая часть Месы шла на северо-запад к Адрианопольским воротам. Однако, по другим данным, развилка находилась чуть восточнее — на форуме Феодосия. Здесь нужно учитывать то, что на протяжении своей истории Константинополь неоднократно перестраивался, и поэтому план города часто менялся.

Карта византийского Константинополя. Филадельфион расположен в центральной части города к северо-востоку от гавани Феодосия под номером 61.

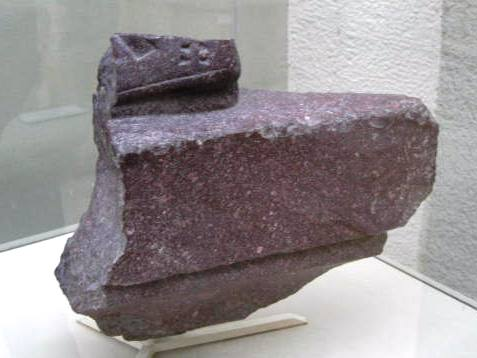
Отсутствующая пяточная часть хранится в Стамбульском археологическом музее

На площади находилось здание Капитолия, построенное ещё при Константине Великом (пр. 306—337), где до конца IV века сохранялись языческие храмы и святилища различных богов. В 425 году Капитолий был преобразован в академию высшего образования. Здесь преподавались риторика, греческая и латинская грамматика, философия и право; учительский состав включал около 27 преподавателей. Харчевни, расположенные в близлежащих экседрах (нишах), были закрыты. С этого момента Капитолий очень мало где упоминается. Вероятно, впоследствии он пришёл в упадок и простоял в руинах в течение большей части существования Византии.
Перед входом на площадь (с восточной стороны) стояла 14-метровая порфировая колонна, сооружённая в 393 году императором Феодосием (пр. 379—395). При нём на колонну была нанесена латинская надпись, а в конце V века по приказанию евнуха Муселия она была дополнена надписью на греческом. Колонну увенчивал крест, который упал вниз во время грозы 407 года. Обломки некогда разрушенной колонны были найдены в 1930-х годах недалеко от мечети Лалели. Сегодня они находятся в разных местах: один стоит во дворе собора Святой Софии, другой (4 м) — во дворе Стамбульского археологического музея, а вершина колонны была использована при строительстве павильона во дворце Топкапы.
Портик перед главным входом на площадь покоился на огромных колоннах из порфира, чьё точное количество неизвестно. Возможно, некоторые из них изначально были частью дворца императора Диоклетиана (пр. 284—305) в Никомедии.
Сверху на двух колоннах у входа находилась пара порфировых статуй, изображавших мужчин сурового вида, сжимающих двух друга в объятиях, — «Четыре тетрарха». Кто именно на них изображён, до сих пор не ясно: это могут быть императоры-соправители периода тетрархии или же наследники Константина Великого. Последняя версия дала название самой площади — Филадельфион («Братолюбие»). Во время Четвёртого крестового похода в 1204 году статуя тетрархов была отодрана от колонн, увезена в Венецию и вмонтирована в фасад собора Святого Марка. В спешке венецианцы откололи от статуи правую ступню одного из тетрархов; этот осколок был найден при раскопках возле дворца Мирелейон в 1960-х годах и сейчас находится в Археологическом музее Стамбула.
Русские паломники, посещавшие византийский Константинополь, упоминали также о других двух статуях, также из порфира. Они изображали двух сидящих на тронах мужчин, вероятно, императора Константина и его отца Констанция Хлора. Крестоносцы попытались забрать скульптуры с собой, но лишь повредили их и бросили.
Площадь оставалась целой вплоть до VIII века. Возможно, она пострадала при землетрясении 740 года.

## Комментарии
1. ↑  По другой версии, скульптуры служили консолями находившийся у входа колонны.